# بيغي كريبس
بيغي كريبس (بالإنجليزية: Peggy Cripps)‏ هي كاتبة للأطفال وكاتِبة غانية، ولدت في 21 مايو 1921 في Lechlade ‏ في المملكة المتحدة، وتوفيت في 11 فبراير 2006 في كوماسي في غانا.